# Mjanma na Mistrzostwach Świata w Lekkoatletyce 2009
Mjanma na Mistrzostwach Świata w Lekkoatletyce 2009 reprezentowana była przez dwoje zawodników – 1 mężczyznę i 1 kobietę. Oboje odpadli z dalszej rywalizacji w eliminacjach.

## Występy reprezentantów Mjanmy

### Mężczyźni
| Konkurencja   | Zawodnik     | Eliminacje | Eliminacje | Półfinał      | Półfinał      | Finał         | Finał         |
| Konkurencja   | Zawodnik     | Wynik      | Poz.       | Wynik         | Poz.          | Wynik         | Poz.          |
| ------------- | ------------ | ---------- | ---------- | ------------- | ------------- | ------------- | ------------- |
| Bieg na 400 m | Zaw Win Thet | 51,41 PB   | 48.        | Nie awansował | Nie awansował | Nie awansował | Nie awansował |

### Kobiety
| Konkurencja   | Zawodniczka    | Eliminacje | Eliminacje | Półfinał       | Półfinał       | Finał          | Finał          |
| Konkurencja   | Zawodniczka    | Wynik      | Poz.       | Wynik          | Poz.           | Wynik          | Poz.           |
| ------------- | -------------- | ---------- | ---------- | -------------- | -------------- | -------------- | -------------- |
| Bieg na 400 m | Phyo Thet Khin | 1:00,35 PB | 36.        | Nie awansowała | Nie awansowała | Nie awansowała | Nie awansowała |